# Мчадіджварі
Мчадіджварі (груз. მჭადიჯვარი) — село в Грузії.
За даними перепису населення 2014 року в селі проживає 944 особи.